# Pyojeol
Pyojeol (표절; tựa tiếng Anh: Piracy) là một bộ phim điện ảnh đề tài tâm lý tội phạm, giật gân và khiêu dâm của Hàn Quốc năm 1999, do Sam-yuk Yoon đạo diễn và Sam-yuk Yoon viết kịch bản. Phim có sự tham gia đóng của Lee Jin-woo, Jang Dong-jik và Yun So-jeong.

## Tóm tắt nội dung
Trên chuyến xe vận chuyển phạm nhân, một tù nhân tên Kang Yoo Jin giết chết toàn bộ cai ngục trên xe và đào tẩu. Cảnh sát liền ban bố tình trạng khẩn cấp và tiến hành cuộc truy lùng tên tội phạm hết sức nguy hiểm này. Kang vào trong thành phố để tìm kiếm kẻ trung gian Ma Do-hyup – người đang có cuộc sống hôn nhân viên mãn bên người vợ của mình. Vì bị thương trên đường chạy trốn, Kang đột nhập vào căn hộ của Ma và đe dọa, bắt giữ cặp vợ chồng chủ nhà làm con tin, đồng thời tự trị thương cho mình. Thời điểm này Kang bị hút hồn bởi ngoại hình xinh đẹp của cô vợ chủ nhà và y lên cơn dục tính đè cô ra giường cưỡng hiếp. Sau đó trong những lần Ma rời nhà để đi tìm cách cứu vãn tình hình, vợ của anh liên tục bị Kang hãm hiếp ở nhà. Càng về sau cô vợ càng bị nhục dục chinh phục sau mỗi lần lên giường với Kang, và trái tim của cô dần chuyển sang cho y khi cô chủ động hưởng ứng nhiệt tình những màn cưỡng hiếp của tên tội phạm này, còn Ma trở về nhà trong tình cảnh bị cô lập. Một ngày nọ, Ma phát hiện ra vợ mình và Kang đang bí mật âu yếm nhau, và anh nuốt trái đắng âm mưu vạch một kế hoạch để thủ tiêu cả hai người. Ma ở ngoài gọi điện cho Kang lúc y đang làm tình với vợ Ma để sắp xếp một cuộc giao dịch. Sau khi cuộc giao dịch kết thúc, Ma đã cho nổ bom giết chết bọn đối tác, đồng thời dụ Kang và cô vợ vào nhà kho gần đó để bắt đầu tra tấn Kang và định ám hại luôn cả vợ mình. Kết thúc phim Kang đâm chết Ma, còn cô vợ thì dùng sút kết liễu nốt Kang rồi bỏ đi.

## Phân vai
- Lee Jin-woo vai Kang Yoo Jin
- Jang Dong-jik vai Ma Do-hyup
- Yun So-jeong vai vợ của Ma